# Daryle Lamonica
Daryle Pasqaule Lamonica (* 17. Juli 1941 in Fresno, Kalifornien, USA; † 21. April 2022 ebenda), Spitzname: The Mad Bomber war ein American-Football-Spieler.

## Jugend/College
Lamonica begann in der High School mit dem Football- und Baseballspielen. An der University of Notre Dame erhielt er ein Stipendium und spielte bei den Notre Dame Fighting Irish als Quarterback, Punter und wurde zeitweise auch in der Defense eingesetzt, obwohl ihm durch die Chicago Cubs ein Vertrag für die MLB vorlag. Die University of Notre Dame ist eines der führenden Colleges bei der Ausbildung von Footballnachwuchsspielern in den USA. Drei Jahre spielte Lamonica in South Bend, Indiana, konnte aber erst im dritten Jahr überzeugen, allerdings in erster Linie als Punter.

## Profikarriere
1963 gingen die NFL und die AFL noch getrennte Wege. Von den Buffalo Bills wurde Lamonica in der AFL Draft 1963 in der 24. Runde gewählt, die Green Bay Packers zogen ihn in der NFL Draft im gleichen Jahr in der 12. Runde an 168. Stelle. Beide Verpflichtungen fanden sehr spät statt und verhießen nichts Gutes für die Profikarriere von Lamonica. Er schloss sich den Bills an und wurde als Quarterback als Ersatzmann für Jack Kemp eingesetzt und bekam im ersten Jahr überwiegend Einsatzzeit als Punter. Als Quarterback kam er nur auf das Spielfeld, wenn Kemp indisponiert oder verletzt war, war aber dann immer wieder in der Lage, bereits verloren gegangene Spiele noch zu retten. 1964 und 1965 gewannen die Bills mit Kemp und Lamonica jeweils das AFL Championship Game gegen die San Diego Chargers mit 20:7 bzw. 23:0.
1967 wechselte Lamonica zu den Oakland Raiders. Sein Wechsel war aber nicht freiwillig. Vielmehr tauschten ihn die Bills zusammen mit einem anderen Spieler, Glenn Bass, gegen zwei Spieler der Raiders – Tom Flores und Art Powell – ein. Sehr zum Leidwesen der Bills entwickelte sich ihr Ersatzspieler in Los Angeles trotzdem zu einem der besten Quarterbacks der damaligen Zeit. Im gleichen Jahr gewann er als Stammspieler das AFL Championship Game gegen die Houston Oilers mit 40:7. Im Super Bowl II, welcher damals noch AFL-NFL World Championship Game genannt wurde, mussten sich die Raiders aber den Packers unter Coach Vince Lombardi mit Bart Starr auf der Position des Quarterbacks mit 33:14 geschlagen geben. Beide Touchdowns der Raiders wurden von Lamonica erzielt. In der regular Season hatte er 1967 30 Touchdowns geworfen, was ein Saisonrekord darstellte.
Ein Jahr später ging das Championship Game gegen die New York Jets mit 27:23 verloren, die Jets mit Quarterback Joe Namath zogen in den Super Bowl III ein und gewannen diesen. Lamonica warf in diesem Spiel Pässe für mehr als 300 Yards Raumgewinn, drei seiner Pässe wurden in der Endzone der Jets gefangen – es reichte trotzdem nicht zum Sieg. 1969 holte er erneut die Saisonbestleistung bei den erworfenen Touchdowns mit 34 Stück, scheiterte aber erneut im AFL Championship Game, diesmal an den Kansas City Chiefs mit Quarterback Len Dawson, dem späteren Sieger des Super Bowl IV, mit 17:7. 1970 scheiterten die Raiders nochmals im AFC Championship Game an den Baltimore Colts mit 27:17, die Colts mit Quarterback Johnny Unitas gewannen daraufhin den Super Bowl V. 1973 und 1974 gingen die AFC Championship Games gegen die Miami Dolphins (Quarterback Bob Griese) mit 27:10 beziehungsweise gegen die Pittsburgh Steelers (Quarterback Terry Bradshaw) mit 24:13 verloren.
Lamonicas persönliche Statistiken in der AFL und in der NFL waren überragend. Insbesondere bei den Raiders bewies er seine große Klasse. Die Fans aus Oakland verliehen ihm den Nickname The Mad Bomber, als Synonym für seinen starken Wurfarm. In 150 Spielen während der regular Season erzielte 164 Touchdowns bei 138 Interceptions.
1974 bis 1975 spielte Lamonica bei der World Football League in der Mannschaft der Southern California Sun, Anaheim. Die Liga stellte nach zwei Jahren ihren Spielbetrieb ein, Lamonica beendete seine Laufbahn.

## Ehrungen
Lamonica spielte in fünf Pro Bowls. Er war fünfmal All Star in der AFL/AFC (eine Auszeichnung, die heute nicht mehr vergeben wird). 1967 und 1969 wurde er MVP der Saison. Seine ehemalige Highschool benannte ihr Stadion nach Lamonica.

## Nach der Karriere
Lamonica lebte in Fresno, war verheiratet und hatte zwei Kinder. Er arbeitete als Fernsehmoderator und Repräsentant großer Firmen. Am 21. April 2022 starb er im Alter von 80 Jahren in Fresno.

## Quelle
- Jens Plassmann: NFL – American Football. Das Spiel, die Stars, die Stories (= Rororo 9445 rororo Sport). Rowohlt, Reinbek bei Hamburg 1995, ISBN 3-499-19445-7.